# Maschalocorymbus
Maschalocorymbus es un género con cuatro especies de plantas fanerógamas perteneciente a la familia de las rubiáceas.
Es nativa de Malasia a Nueva Guinea.

## Taxonomía
Maschalocorymbus fue descrita por Cornelis Eliza Bertus Bremekamp y publicado en Recueil des Travaux Botaniques Néerlandais 37: 181, en el año 1940.

## Especies
- Maschalocorymbus corymbosus (Blume) Bremek. (1940).
- Maschalocorymbus grandifolius (Ridl.) Bremek. (1940).
- Maschalocorymbus villosus (Jack ex Wall.) Bremek. (1940).
- Maschalocorymbus yatesii (Ridl.) Bremek. (1940).